# Château d'Ardus
Le château d'Ardus est un château située sur la commune de Lamothe-Capdeville, dans le département de Tarn-et-Garonne en France.

## Localisation
Le château d'Ardus est construit au sud du village de Lamothe-Capdeville, à 6 km nord de Montauban, au bord de l'Aveyron.

## Description
Le château d'Ardus a été construit au XVIIIe siècle par François Duval, baron de Lamothe. Il est composé d'une bâtisse principale avec deux ailes, l’intérieur possède un salon en rotonde décoré par le père de Jean-Auguste-Dominique Ingres. Extérieur parc à la française, orangerie, pigeonnier,. Ainsi qu'un moulin sur l'Aveyron qui abritait les faïencerie d'Ardus,.

## Historique
Les façades du château et toitures et le salon de musique sont inscrits au titre des monuments historiques par arrêté du 11 octobre 1971.